# Яллыев, Арслан Джалалдинович
Арслан Джалалдинович Яллыев (род. 27 ноября 1996, Тамазатюбе, Дагестан, Россия) — российский боксёр-профессионал и кикбоксер, ногайского происхождения, выступающий в тяжёлой весовой категории. В любительских боевых единоборствах является бывшим чемпионом России по тайскому боксу и К-1, бронзовым призёром чемпионата мира, обладателем Кубка мира, Кубка Европы и Кубка России по тайскому боксу.
Среди профессионалов действующий чемпион России по версии ФБР (2023—н. в.) и молодёжный чемпион по версии WBC Youth Silver (2020—н. в.), и бывший чемпион по версии WBA Inter-Continental (2021—2022) в тяжёлом весе.
Лучшая позиция по рейтингу BoxRec — 35-я (июль 2022) и являлся 2-м среди российских боксёров тяжёлой весовой категории, — входя в ТОП-35 лучших тяжеловесов всего мира.

## Биография
Арслан Яллыев родился 27 ноября 1996 года в селе Тамазатюбе, в Дагестане.

## Карьера в тайском боксе
В юности Арслан Яллыев тренировался и выступал в тайском боксе и по правилам кикбоксинга К-1, под руководством мастера спорта по тайскому боксу Тамерлана Джемалиева в московском спортивном клубе «Скорпион». Он является победителем и призёром ряда любительских соревнований: чемпионом России по тайскому боксу и К-1, обладателем Кубка России, Кубка Европы и Кубка мира по тайскому боксу и бронзовым призёром чемпионата мира по тайскому боксу.

## Профессиональная карьера в боксе
18 апреля 2018 года в Екатеринбурге состоялся его профессиональный боксёрский дебют, когда он досрочно техническим нокаутом во 2-м раунде победил соотечественника Владимира Куваева (дебют). До конца 2018 года еще два раза вышел на ринг победив обоих оппонентов по очкам. 
Весной и летом 2019 года провел еще два победных боя (нокаут и победа по очкам).
5 октября 2019 года в Крымске на турнире по профессиональному боксу, посвященному празднованию 95-летия Крымского района. победил опытного танзанийца Альфонсе Мчумиатумбо (14-6-1) техническим нокаутом в первом раунде.
30 ноября 2019 года в Майкопе, досрочно — путём отказа от продолжения боя после 4-го раунда, победил непобеждённого ганского боксёра Харуна Осуману (11-0), а меньше чем через месяц нокаутировал во 2-м раунде никарагуанца Вальтера Паласиоса (20-20-2, 11 КО).
25 июня 2020 года в Москве, в 8-раундовом бою победил единогласным решением судей (счёт: 79-73, 78-75, 79-73) опытного белорусского джорнимена Юрия Быховцева (10-18-3).
22 августа 2020 года в Казани победил решением судей опытного Андрея Князева (16-7) и завоевал вакантный пояс WBC Youth в супертяжелом весе.
31 октября 2020 года в Сочи победил нокаутом аргентинского джорнимэна Эстебана Бракамонте (9-5, 5 КО). В первом раунде Яллыев потряс оппонента, но оппонент показав стойкость смог восстановиться. Яллыев контролировал ход боя и в 5 раунде в ходе обмена ударами рефери остановил бой ввиду тяжести пропущенных аргентинцем ударов. 
1 апреля 2021 года досрочно путём отказался от продолжения боя после 7-го раунда победил экс-чемпионом мира аргентинца Виктора Эмилио Рамиреса (27-3-1), и завоевал вакантный титул чемпиона по версии WBA Inter-Continental в тяжёлом весе.
9 июня 2021 года вернулся на ринг в соглавном событии вечера бокса компании RCC на арене «Gazgolder Club» (Москва) во втором раунде победив техническим нокаутом Игоря Вильчицкого (5-3). По окончании поединка вызвал на бой легенду смешанных единоборств России Сергея Харитонова (2-0 бокс, 34-8-2 ММА) .
7 марта 2023 года в Екатеринбурге (Россия) досрочно нокаутом в 4-м раунде победил небитого опытного соотечественника Георгия Юновидова (7-0), и завоевал вакантный титул чемпиона России в тяжёлом весе.
12 июля 2024 года в Санкт-Петербурге (Россия) со-главном событии боксерского вечера успешно вернулся на ринг, одержав уверенную победу ТКО 2 над Максимилиано Сосой. Аргентинец во втором раунде дважды был в нокдауне, а в перерыве перед третьим раундом отказался от продолжения боя.
30 ноября 2024 года в Екатеринбурге (Россия) на арене Академии единоборств РМК в дебютном бою с промоутерской компанией RCC Boxing Promotions победил единогласным решением (78-73, 79-72, 79-72) известного бойца на голых кулаках Германа Скобенко по итогам восьми раундов. В 5-м раунде с Арслана было снято очко за удержание соперника. Это был второй бой в 2019-м году Яллыев также побеждал Скобенко единогласным решением.
17 мая 2025 года спорно проиграл в Париже олимпийскому чемпиону Тони Йоке (16-0, 10 КО). Общая активность вначале боя была за Йокой, он сделал ставку на классический бокс ввиду своего опыта. Яллыев работал на контратаках, вторым номером, но бил сильней. В 5-м раунде российский боксер мог закончить бой в свою пользу проведя точный апперкот, но добить не получилось. Общий вектор боя повернулся в сторону Арслана - он сохранил больше сил и был даже быстрей. После 8-го раунда Йока был впереди по точным донесённым (85-71), но удары Яллыева были более мощными и заметными. В конце боя Йока устал, ему пришлось даже выплюнуть капу, чтобы рефери дал передышку. Счёт домашних судей: 96—94, 97—93, 98—92 в пользу Йоки. Решение было спорное.

## Статистика профессиональных боёв
В таблице перечислены результаты всех поединков боксёров.
В каждой строке указан результат поединка. Дополнительно номер поединка обозначен цветом, который обозначает итог поединка. Расшифровка обозначений и цветов представлена в нижеследующей таблице.
| Пример | Расшифровка                     |
| ------ | ------------------------------- |
|        | Победа                          |
|        | Ничья                           |
|        | Поражение                       |
|        | Планируемый поединок            |
|        | Поединок признан несостоявшимся |
| КО     | Нокаут                          |
| ТКО    | Технический нокаут              |
| PTS    | Решение судей (по очкам)        |
| UD     | Единогласное решение судей      |
| MD     | Решение большинства судей       |
| SD     | Раздельное решение судей        |
| RTD    | Отказ от продолжения боя        |
| DQ     | Дисквалификация                 |
| NC     | Поединок признан несостоявшимся |

| 17 поединков, 16 побед (10 нокаутом), 1 поражение. | 17 поединков, 16 побед (10 нокаутом), 1 поражение. | 17 поединков, 16 побед (10 нокаутом), 1 поражение. | 17 поединков, 16 побед (10 нокаутом), 1 поражение. | 17 поединков, 16 побед (10 нокаутом), 1 поражение.                   | 17 поединков, 16 побед (10 нокаутом), 1 поражение. | 17 поединков, 16 побед (10 нокаутом), 1 поражение.                                                             |
| Бой                                                | Рекорд                                             | Дата боя                                           | Соперник                                           | Место проведения боя                                                 | Результат                                          | Дополнительно                                                                                                  |
| -------------------------------------------------- | -------------------------------------------------- | -------------------------------------------------- | -------------------------------------------------- | -------------------------------------------------------------------- | -------------------------------------------------- | --- |
| 14                                                 | 14-0                                               | 7 марта 2023                                       | Георгий Юновидов (7-0)                             | ДИВС, Екатеринбург, Свердловская область, Россия                     | KO 4 (10), 1:04                                    | Завоевал вакантный титул чемпиона России в тяжёлом весе.                                                       |
| 13                                                 | 13-0                                               | 9 июня 2022                                        | Игорь Вильчицкий (5-3)                             | Gazgolder Club, Москва, Россия                                       | TKO 2 (8), 1:47                                    | |
| 12                                                 | 12-0                                               | 1 апреля 2021                                      | Виктор Эмилио Рамирес (27-3-1)                     | Баскет-холл, Краснодар, Краснодарский край, Россия                   | RTD 7 (10), 3:00                                   | Завоевал вакантный титул чемпиона по версии WBA Inter-Continental в тяжёлом весе.                              |
| 11                                                 | 11-0                                               | 31 октября 2020                                    | Ариэль Эстебан Бракамонте (9-5)                    | WOW Arena, Красная Поляна, Краснодарский край, Россия                | TKO 5 (8), 0:33                                    | |
| 10                                                 | 10-0                                               | 22 августа 2020                                    | Андрей Князев (16-7)                               | Пирамида, Казань, Россия                                             | UD 8                                               | Счёт: 80-72 (трижды). Завоевал вакантный титул молодёжного чемпиона по версии WBC Youth Silver в тяжёлом весе. |
| 9                                                  | 9-0                                                | 25 июня 2020                                       | Юрий Быховцев (10-18-3)                            | Вегас Сити Холл, Москва, Россия                                      | UD 8                                               | Счёт: 78-75, 79-73 (дважды).                                                                                   |
| 8                                                  | 8-0                                                | 14 декабря 2019                                    | Вальтер Паласиос (20-20-2)                         | УСК «Крылья Советов», Москва, Россия                                 | TKO 2 (8), 0:55                                    | |
| 7                                                  | 7-0                                                | 30 ноября 2019                                     | Харуна Осуману (11-0)                              | ДС им. Якуба Коблева, Майкоп, Адыгея, Россия                         | RTD 4 (8), 3:00                                    | |
| 6                                                  | 6-0                                                | 5 октября 2019                                     | Альфонс Мчумиатумбо (14-6-1)                       | Крымск, Краснодарский край, Россия                                   | TKO 1 (8), 2:43                                    | |
| 5                                                  | 5-0                                                | 20 июля 2019                                       | Гайбулло Гочкаров (1-1)                            | Центральная площадь, Геленджик, Краснодарский край, Россия           | TKO 3 (8), 1:51                                    | |
| 4                                                  | 4-0                                                | 20 апреля 2019                                     | Герман Скобенко (5-3-2)                            | Академия Бокса Флойда Мейвезера, Жуковка, Московская область, Россия | UD 6                                               | Счёт: 59-54, 60-53, 60-54.                                                                                     |
| 3                                                  | 3-0                                                | 1 декабря 2018                                     | Виктор Чварков (2-3)                               | КЦ Галактика, Эстосадок, Краснодарский край, Россия                  | UD 6                                               | Счёт: 60-54 (трижды).                                                                                          |
| 2                                                  | 2-0                                                | 27 октября 2018                                    | Олег Фомичев (2-1)                                 | Триумф, Люберцы, Московская область, Россия                          | UD 6                                               | Счёт: 58-56, 59-56, 59-55.                                                                                     |
| 1                                                  | 1-0                                                | 18 апреля 2018                                     | Владимир Куваев (дебют)                            | Дом Печати, Екатеринбург, Свердловская область, Россия               | TKO 2 (4), 1:21                                    | Профессиональный дебют.                                                                                        |